# Hlín Eiríksdóttir
Hlín Eiríksdóttir (12 giugno 2000) è una calciatrice islandese, attaccante del Leicester City e della nazionale islandese.

## Carriera

### Nazionale
Eiríksdóttir è stata convocata nella selezione islandese under 17 prima del compimento dei 15 anni d'età, inizialmente in incontri amichevoli per poi essere inserita in rosa con la squadra impegnata alle qualificazioni al campionato europeo di categoria di Bielorussia 2016. Fa il suo debutto in un torneo ufficiale UEFA il 22 ottobre 2015, allo stadio pod Goricom di Podgorica, nell'incontro vinto 3-0 sulle pari età del Montenegro. Veste la maglia della nazionale under 17 fino all'anno successivo, giocando il suo ultimo incontro il 2 aprile 2017, 4-1 sul Portogallo nell'ambito del Torneo di La Manga.
Nel frattempo condivide le presenze con l'under 19 dal 2016, scendendo in campo per la prima volta nell'amichevole del 25 agosto persa 1-0 con le avversarie della Polonia per essere poi impiegata dalla prima partita del primo turno di qualificazione agli Europei U19 di Svizzera 2018, dove le islandesi si impongono con un netto 7-0 sul Montenegro.
Dal 2018 viene chiamata nella nazionale maggiore dal tecnico Freyr Alexandersson, facendo il suo debutto a La Manga il 23 gennaio di quell'anno nell'amichevole persa 2-1 con la Norvegia, per poi essere convocata con la squadra impegnata all'edizione 2018 dell'Algarve Cup, dove condivide con la propria nazionale il percorso che la porta alla finalina per il nono posto, superando ai tiri di rigore la Danimarca. A fine torneo, con due reti realizzate, Eiríksdóttir è stata l'unica marcatrice dell'Islanda

## Palmarès

### Club
- Campionato islandese: 1

Valur: 2019

### Individuale
- Capocannoniere del campionato islandese: 1

2019 (16 reti, ex aequo con Elín Metta Jensen e Berglind Björg Þorvaldsdóttir)